# Peczenica
Peczenica (bułg. Печеница) – wieś w Bułgarii, w obwodzie Razgrad, w gminie Isperich. W 2023 roku liczyła 268 mieszkańców.